# Arrondissement di Le Havre
L'arrondissement di Le Havre è una suddivisione amministrativa francese, situata nel dipartimento della Senna Marittima e nella regione della Normandia.

## Composizione
L'arrondissement di Le Havre raggruppa 176 comuni in 20 cantoni
- cantone di Bolbec
- cantone di Criquetot-l'Esneval
- cantone di Fauville-en-Caux
- cantone di Fécamp
- cantone di Goderville
- cantone di Gonfreville-l'Orcher
- Cantone di Le Havre-1
- cantone di Le Havre-2
- cantone di Le Havre-3
- cantone di Le Havre-4
- cantone di Le Havre-5
- cantone di Le Havre-6
- cantone di Le Havre-7
- cantone di Le Havre-8
- cantone di Le Havre-9
- cantone di Lillebonne
- cantone di Montivilliers
- cantone di Ourville-en-Caux
- cantone di Saint-Romain-de-Colbosc
- cantone di Valmont.